# Julia Bleasdale
Julia Helen Bleasdale (* 9. September 1981 in Hillingdon) ist eine ehemalige britische Leichtathletin, die im Langstrecken- und Hindernislauf an den Start ging. 2012 gewann sie bei den Europameisterschaften in Helsinki die Bronzemedaille über 5000 Meter.

## Sportliche Laufbahn
Erste internationale Erfahrungen sammelte Julia Bleasdale bei den Crosslauf-Weltmeisterschaften 2011 in Punta Umbría in 27:39 min in 58. im Einzelrennen. Im Dezember gelangte er bei den Crosslauf-Europameisterschaften in Velenje in 26:58 min 13. im Einzelbewerb und sicherte sich in der Teamwertung die Goldmedaille. Im Jahr darauf gewann sie bei den Europameisterschaften in Helsinki in 15:12,77 min die Bronzemedaille im 5000-Meter-Lauf hinter der Russin Olga Gennadjewna Golowkina und Sara Moreira aus Portugal. Ihre Medaille erhielt sie jedoch erst 2016, nachdem der Ukrainerin Ljudmila Kowalenko ihre Silbermedaille nachträglich wegen eines Dopingverstoßes aberkannt worden war. Anschließend klassierte sie sich bei den Olympischen Sommerspielen in London mit 15:14,55 min im Finale auf dem achten Platz über 5000 Meter und gelangte auch im 10.000-Meter-Lauf mit 30:55,63 min auf Rang acht. Bei den Crosslauf-Europameisterschaften 2013 in Belgrad wurde sie in 27:02 min Siebte im Einzelbewerb und sicherte sich in der Teamwertung erneut die Goldmedaille. Bei den Crosslauf-Europameisterschaften 2016 in Chia lief sie nach 26:53 min auf dem 30. Platz im Einzelbewerb ein und beendete daraufhin ihre aktive sportliche Karriere im Alter von 35 Jahren.
2011 wurde Bleasdale britische Meisterin im 5000-Meter-Lauf.

## Persönliche Bestleistungen
- 3000 Meter: 8:46,38 min, 26. August 2012 in Birmingham
- 5000 Meter: 15:02,00 min, 7. August 2012 in London
- 10.000 Meter: 30:55,63 min, 3. August 2012 in London